# Araneus baul
Araneus baul este o specie de păianjeni din genul Araneus, familia Araneidae, descrisă de Levi, 1991. Conform Catalogue of Life specia Araneus baul nu are subspecii cunoscute.